# 高氙酸盐
高氙酸盐是高氙酸（H4XeO6）所成的盐，含有黄色的高氙酸根离子——XeO64−。由拉曼光谱确定这种阴离子为八面体形分子构型, O–Xe–O 键角在87°至 93°之间。 其中的Xe–O键长已通过X射线晶体学确认，为 1.875 Å。

## 制备
高氙酸盐是通过三氧化氙在强碱中歧化而成的：
2 XeO3 (s) + 4 OH− (aq) → Xe (g) + XeO4−
6 (aq) + O2 (g) + 2 H2O (l)
当其中的碱是Ba(OH)2 时，可以在溶液中得到高氙酸钡晶体。

## 高氙酸

高氙酸

高氙酸是高氙酸根不稳定的共轭酸，由四氧化氙在水中形成。它没有作为游离酸被分离出来，因为在酸性条件下它会迅速分解成三氧化氙和氧气：
2 HXeO3−
6 + 6 H+
 → 2 XeO
3 + 4 H
2O + O
2
高氙酸的pKa 已间接计算，数值低于0，使其成为极强的酸。它的第一次去质子化会产生 H
3XeO−
6， pKa 为 4.29，仍然相对的酸。两次去质子化物种 H
2XeO2−
6 的 pKa 为 10.81。 然而，由于高氙酸在如上所述的酸性条件下快速分解，因此最常见的高氙酸盐带有阴离子 XeO4−
6。

## 性质
高氙酸和阴离子 XeO4−
6 都是强氧化剂，可以把银(I)氧化成银(III)，把铜(II)氧化成铜(III)，以及把锰(II)氧化成高锰酸盐。高氙酸盐在酸性环境下不稳定，会立刻被还原成 HXeO−
4。
高氙酸的钠、钾和钡盐可溶。 高氙酸钡溶液是合成四氧化氙 (XeO4) 的起始材料，方法是将其与浓硫酸混合：
Ba2XeO6 (s) + 2 H2SO4 (l) →  XeO4 (g) + 2 BaSO4 (s) + 2 H2O (l)
大部分金属的高氙酸盐稳定，会剧烈分解的高氙酸银除外。

## 应用
高氙酸钠 Na4XeO6可用来在锔中分离微量的镅。在酸性溶液和La3+存在下，用高氙酸钠把 Am3+ 氧化成Am4+，然后用氟化钙处理，产生 Cm3+ 和La3+的不溶氟化物，但 Am4+ 和Pu4+ 的氟化物可溶，会留在溶液中。